# Burgos (Surigao du Nord)
Pour les articles homonymes, voir Burgos (homonymie).
Burgos est une municipalité de la province de Surigao du Nord, aux Philippines.